# Карролл Тауншип (округ Йорк, Пенсільванія)
Карролл Тауншип (англ. Carroll Township) — селище (англ. township) в США, в окрузі Йорк штату Пенсільванія. Населення — 6853 особи (2020).

## Демографія
Згідно з переписом 2010 року, у селищі мешкало 5939 осіб у 2153 домогосподарствах у складі 1729 родин. Було 2248 помешкань
Расовий склад населення:
| - 96,2 % — білих - 2,0 % — азіатів - 0,7 % — чорних або афроамериканців - 0,2 % — корінних американців |

До двох чи більше рас належало 0,7 %. Частка іспаномовних становила 1,2 % від усіх жителів.
За віковим діапазоном населення розподілялося таким чином: 25,9 % — особи молодші 18 років, 59,9 % — особи у віці 18—64 років, 14,2 % — особи у віці 65 років та старші. Медіана віку мешканця становила 40,9 року. На 100 осіб жіночої статі у селищі припадало 98,0 чоловіків;  на 100 жінок у віці від 18 років та старших — 93,8 чоловіків також старших 18 років.
Середній дохід на одне домашнє господарство  становив 97 269 доларів США (медіана — 81 291), а середній дохід на одну сім'ю — 112 044 долари (медіана — 100 515). Медіана доходів становила 65 938 доларів для чоловіків та 50 441 долар для жінок. За межею бідності перебувало 5,0 % осіб, у тому числі 8,5 % дітей у віці до 18 років та 3,4 % осіб у віці 65 років та старших.
Цивільне працевлаштоване населення становило 3210 осіб. Основні галузі зайнятості: освіта, охорона здоров'я та соціальна допомога — 19,1 %, роздрібна торгівля — 13,6 %, виробництво — 11,4 %.